# William Gadsby

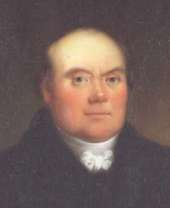
William Gadsby

William Gadsby (1773–1844) was een Engels predikant, dichter van hymns en leidersfiguur van de Strict & Particular Baptists. Hij werd in januari 1773 geboren te Attleborough in het graafschap Warwickshire in Midden-Engeland. Op 20-jarige leeftijd kwam hij tot bekering nadat hij in 1793 de baptistenpredikant James Aston uit Coventry ontmoette. In 1798 preekte hij voor het eerst en spoedig trok zijn prediking vele toehoorders, ondanks Gadsby's beperkte opleiding. In 1805 werd hij predikant in Manchester waar hij zich ook inzette voor sociale gerechtigheid. In dat jaar begon hij ook met het schrijven van veelal korte geschriften over actuele onderwerpen. De meeste van deze pamphlets zijn pas na zijn dood uitgegeven, met name door zijn zoon John. Vooral door zijn geschriften is Gadsby bekend geworden.
Gadsby, samen met zijn zoon John, was oprichter van The Gospel Standard, het kerkelijk orgaan dat onder de onafhankelijke Strict Baptist gemeenten in Engeland een belangrijke samenbindende rol vervulde. Het blad werd voor het eerst gedrukt in 1835 en het verschijnt nog iedere maand. Veel van de preken van William Gadsby zijn in het Nederlands vertaald. In 1844 stierf Gadsby op 71-jarige leeftijd. Gadsby staat bij de Engelse Strict Baptists in hoog aanzien als een van de ‘founding fathers’ van deze groepering.